# Castellologia

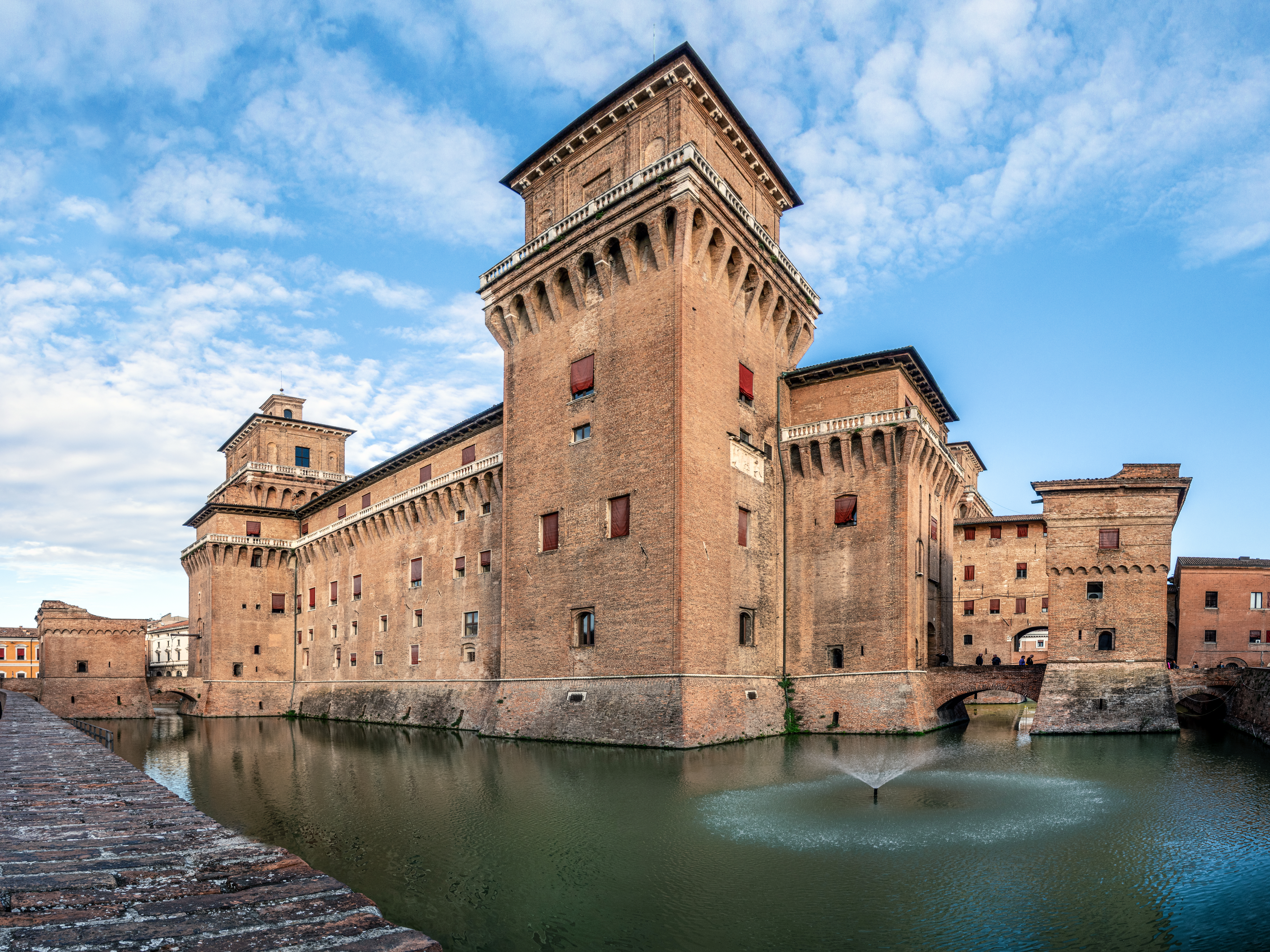
Il Castello Estense a Ferrara.

La castellologia è una branca della storia dell'architettura che ha come oggetto lo studio di castelli e altre fortificazioni medievali. Oggetto di studi da parte della disciplina sono l'evoluzione, la funzione, la forma e il rapporto con l'ambiente circostante di tali opere architettoniche.

## Campo di studi
La castellologia nasce in Francia negli anni Sessanta del XX secolo, per iniziativa di Michel de Boüard e dei suoi allievi presso l'Istituto di Archeologia Medievale di Caen. Comprende tanto lo studio dei castelli da un punto di vista poliorcetico quanto da un punto di vista costruttivo (tecniche di costruzione) e abitativo.
Secondo la castellologia, il castello è un edificio aristocratico che riveste tre principali funzioni: difensiva, abitativa e simbolica.
A seconda del luogo e dell'epoca di riferimento, la castellologia distingue le fortificazioni in:
- Motte castrali;
- Castelli crociati,come il Krak dei Cavalieri;
- Château philippien del XIII secolo, come il castello del Louvre;
- Architettura plantageneta o normanna (in Aquitania, Scozia e Galles), come il castello di Caernarfon e il castello di Beaumaris;
- Castelli clementini (eretti da papa Clemente V e dai suoi successori), come il Palazzo dei Papi ad Avignone.

La castellologia distingue inoltre i castelli nelle seguenti tipologie:
- castello;
- piccolo castello (edificio della media aristocrazia che imita quelli dei grandi signori);
- casaforte (residenza fortificata costituita da un singolo elemento);
- altre residenze aristocratiche.